# Demòcrates Suïssos
Els Demòcrates Suïssos (alemany Schweizer Demokraten, francès Démocrates Suisses, italià Democratici Svizzeri, romanx Democrats Svizers) és un partit polític de Suïssa d'extrema dreta. Fou fundat el 1961 a Winterthur amb el nom d'Acció Nacional contra l'Alienació del Poble i la Seva Pàtria (Nationale Aktion gegen Überfremdung von Volk und Heimat), però no es presentà per primer cop a eleccions fins al 1967. El 1990 es va unir als Republikaner suïssos i canvià el nom pel de Demòcrates Suïssos
A les eleccions federals suïsses de 2003 el partit va obtenir l'1,0% dels vots i 1 de 200 escons. A les eleccions federals suïsses de 2007 va perdre l'escó, ja que va caure a un 0,5% dels vots. Després de la severa derrota electoral, el congrés del partit va decidir no dissoldre's, sinó que seguirà participant en eleccions, tractant de tornar al Parlament.

## Programa polític
Els Demòcrates Suïssos estan a favor de retirada ràpida de Suïssa de tots els tractats internacionals i les organitzacions. També donen suport a una disminució controlada de la immigració. El partit també dona suport als valors familiars conservadors i les polítiques ambientals, donant suport a gairebé totes les iniciatives des verds des del començament dels anys 2000, distanciant-se dràsticament de l'altra partit amb el qual forma grup parlamentari, el Partit de la Llibertat de Suïssa.

## Resultats electorals
| Any  | Vots   | %    | Escons  | +/- |
| ---- | ------ | ---- | ------- | --- |
| 1967 | 6,275  | 0.6  | 1 / 200 | Nou |
| 1971 | 63,781 | 3.2  | 4 / 200 | 3   |
| 1975 | 47,796 | 2.5  | 2 / 200 | 2   |
| 1979 | 24,257 | 1.3  | 2 / 200 | =   |
| 1983 | 57,592 | 2.9  | 4 / 200 | 2   |
| 1987 | 49,104 | 2.5  | 3 / 200 | 1   |
| 1991 | 69,297 | 3.4  | 5 / 200 | 2   |
| 1995 | 59,613 | 3.1  | 3 / 200 | 2   |
| 1999 | 35,883 | 1.8  | 1 / 200 | 2   |
| 2003 | 20,177 | 1.0  | 1 / 200 | =   |
| 2007 | 12,609 | 0.5  | 0 / 200 | 1   |
| 2011 |        | 0.2  | 0 / 200 | =   |
| 2015 | 3,052  | 0.1  | 0 / 200 | =   |
| 2019 | 3,202  | 0.1  | 0 / 200 | =   |
| 2023 | 2,030  | 0.08 | 0 / 200 | =   |